# Imagen de culto

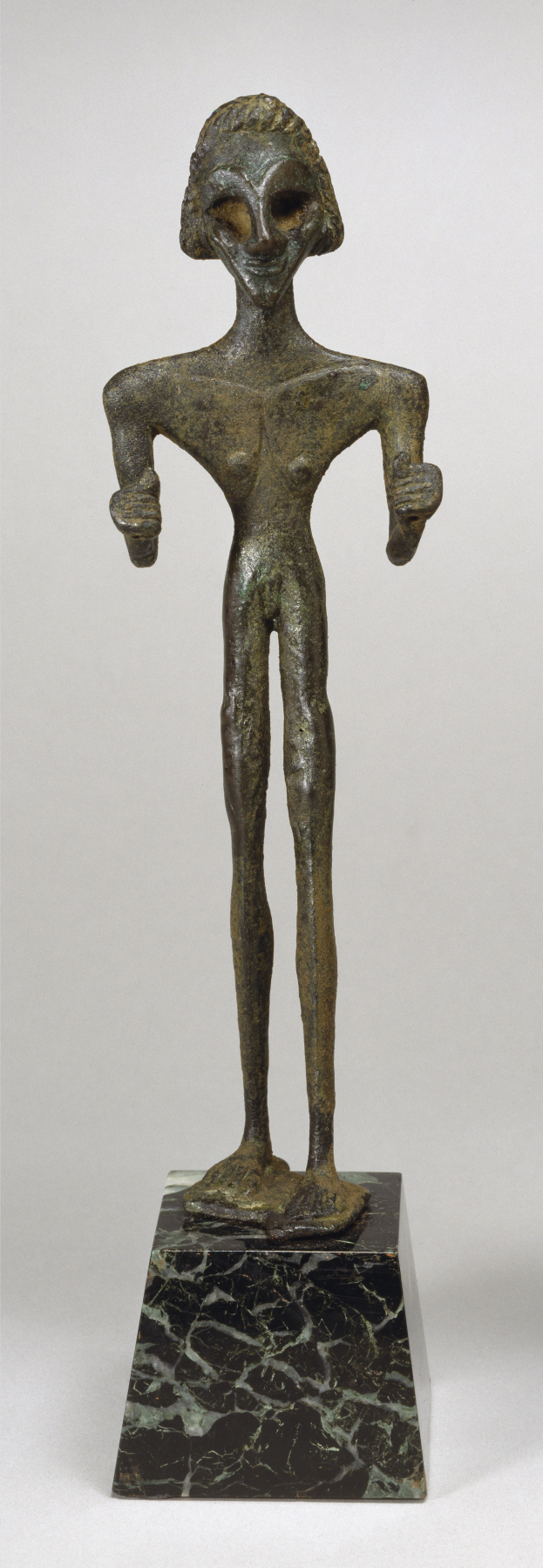
Figura votiva de Baal, Siria, II milenio a. C.

Imagen de culto, imagen religiosa o imagen sagrada es la forma de denominar a las formas del arte religioso que consisten en la representación figurativa de una divinidad, un ser sobrenatural o cualquier otra figura de carácter religioso a la que se rinda culto (culto a las imágenes). También hay imágenes religiosas no figurativas, como los mandalas.
Pueden ser escultóricas o pictóricas. La mayor parte de las religiones tienen una u otra forma de culto en la que se emplean imágenes. La prohibición de representación de imágenes propia del judaísmo y el islam (aniconismo) no se sigue en el cristianismo, a excepción de algunos periodos (iconoclastia bizantina del siglo VIII e iconoclasia protestante del siglo XVI).
Es un lugar común denunciar como supersticiosos determinados rasgos de la religiosidad popular en el culto a las imágenes, particularmente cuando algunas alcanzan fama de imágenes milagrosas. No obstante, las imágenes se consagran al culto, por lo que de algún modo se consideran objetos sagrados. Otros, que la tradición remonta a los inicios del cristianismo, son denominados vera icon ("verdadera imagen") o acheiropoietos ("pintados sin manos humanas"); aunque su datación cronológica y estilística no se suele remontar más allá del arte medieval (particularmente al arte bizantino) y no al arte paleocristiano (el de los primeros siglos).

Siguiendo el camino real, fieles al magisterio divinamente inspirado de nuestros santos Padres y a la tradición de la Iglesia católica, pues la reconocemos ser del Espíritu Santo que habita en ella, definimos con todo esmero y diligencia, que lo mismo que la de la preciosa y vivificante cruz, así también hay que exhibir las venerables y santas imágenes, tanto las de colores como las de mosaicos o de otras materias convenientes, en las santas iglesias de Dios, en los vasos y vestidos sagrados y en los muros y tablas, en las casas y en los caminos: a saber, tanto la imagen de nuestro Señor Dios y Salvador Jesucristo, como la de nuestra inmaculada Señora, la santa Madre de Dios, y las de los honorables ángeles y de todos los santos y piadosos varones. Porque cuanto más se las contempla en una reproducción figurada, tanto más los que las miran se sienten estimulados al recuerdo y afición de los representados, a besarlas y a rendirles el homenaje de la veneración (proskynesis timetiké), aunque sin testificarle la adoración (latría), la cual compete sólo a la naturaleza divina: de manera que a ellas (las imágenes) como a la figura de la preciosa y vivificante cruz, a los santos evangelios y a las demás ofertas sagradas, les corresponde el honor del incienso y de las luces, según la piadosa costumbre de los mayores, ya que el honor tributado a la imagen se refiere al representado en ella, y quien venera una imagen venera a la persona en ella representada.
Concilio de Nicea II, año 787.

## Galería de imágenes

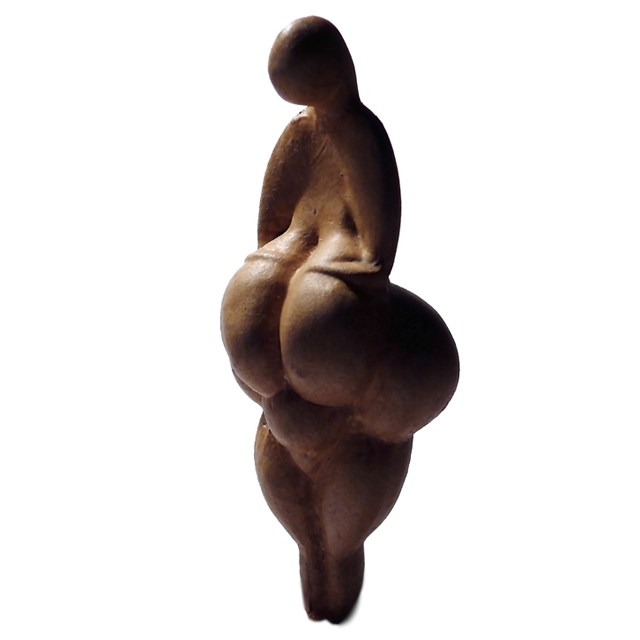
Venus de Lespugue, una de las denominadas venus paleolíticas.
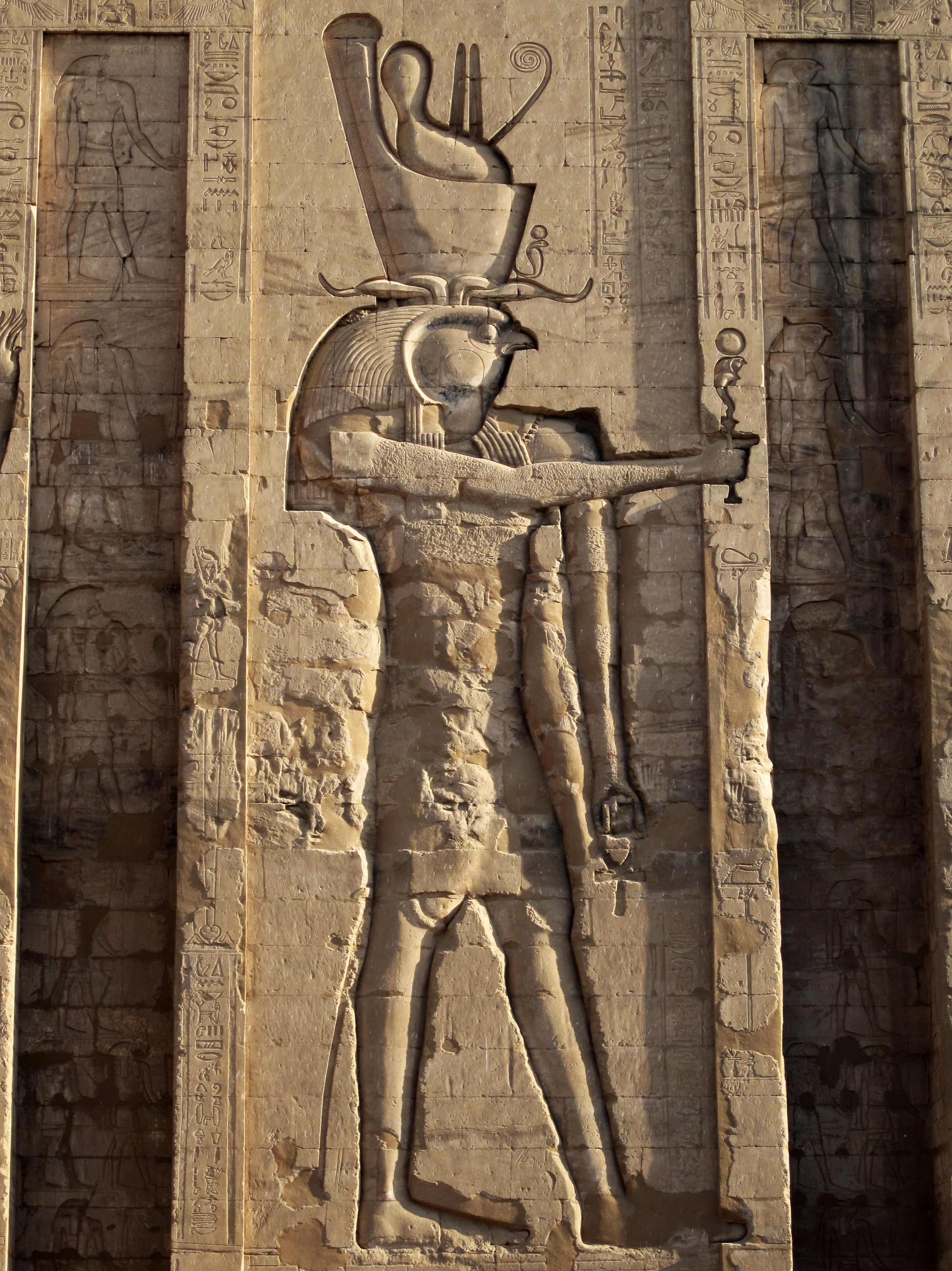
Relieve de Horus en el templo de Edfu.
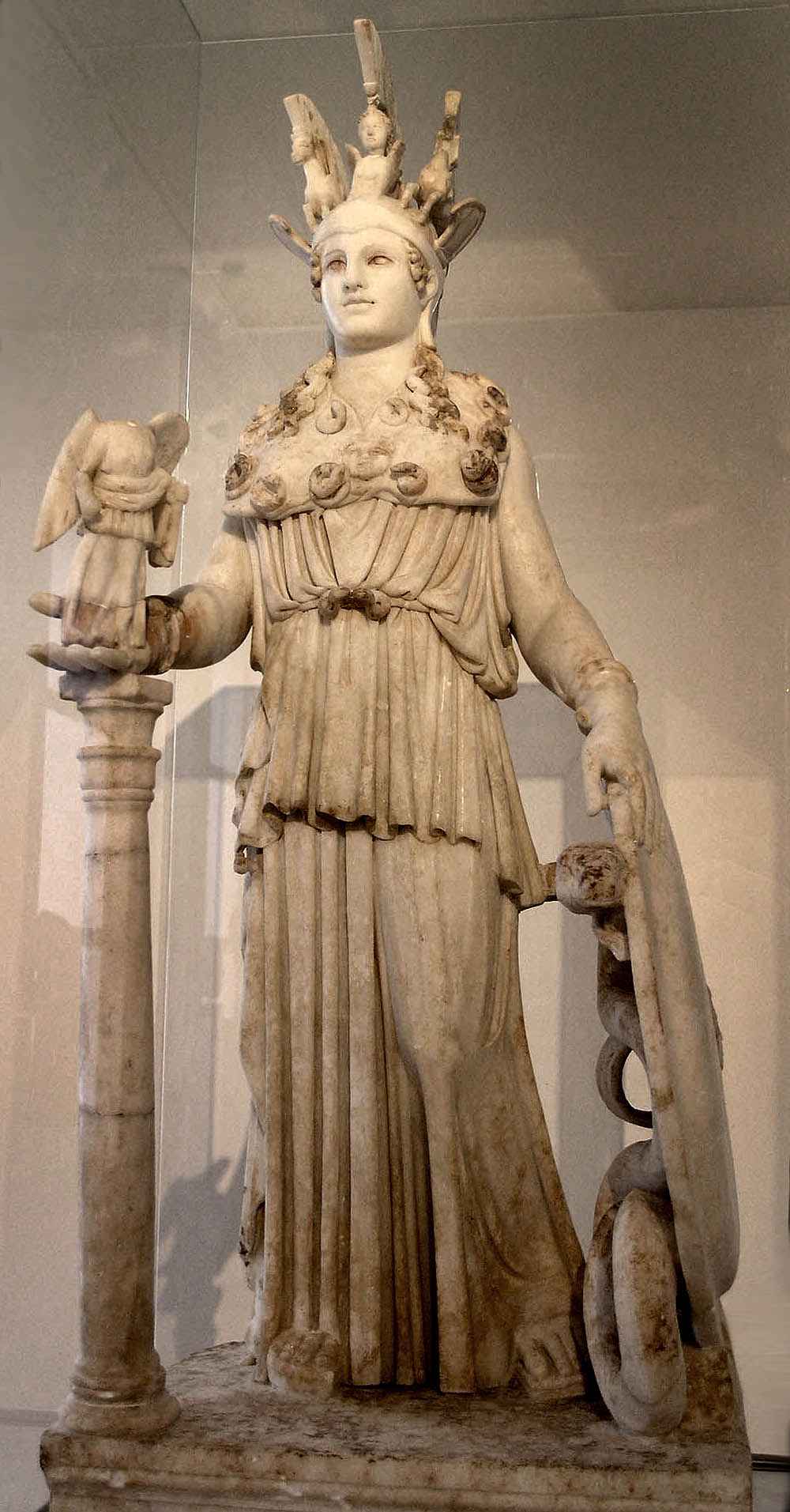
Reconstrucción de la Atenea Pártenos.
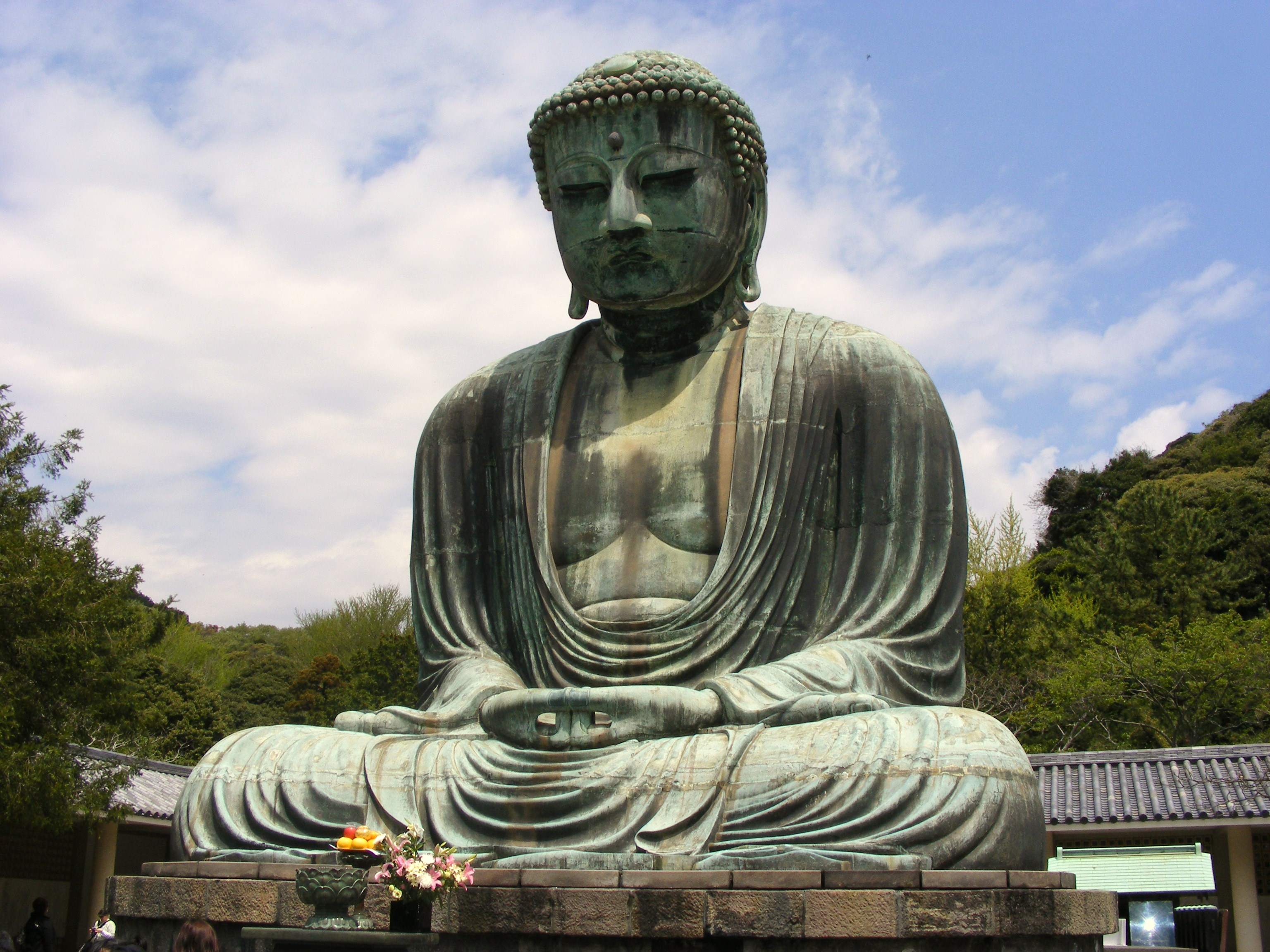
Buda de Kamakura.
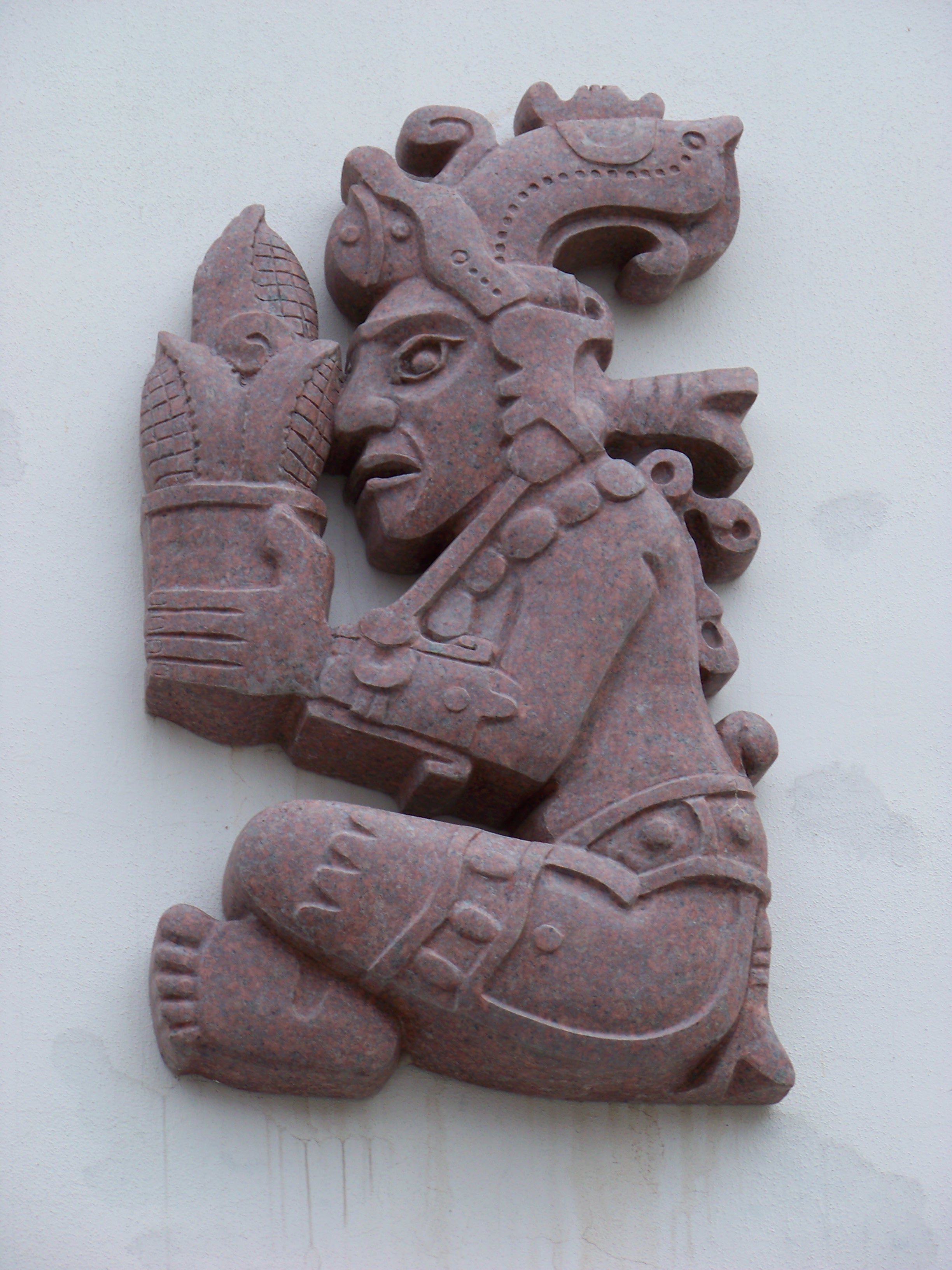
Relieve de Yum Kaax, el dios maya del maíz.
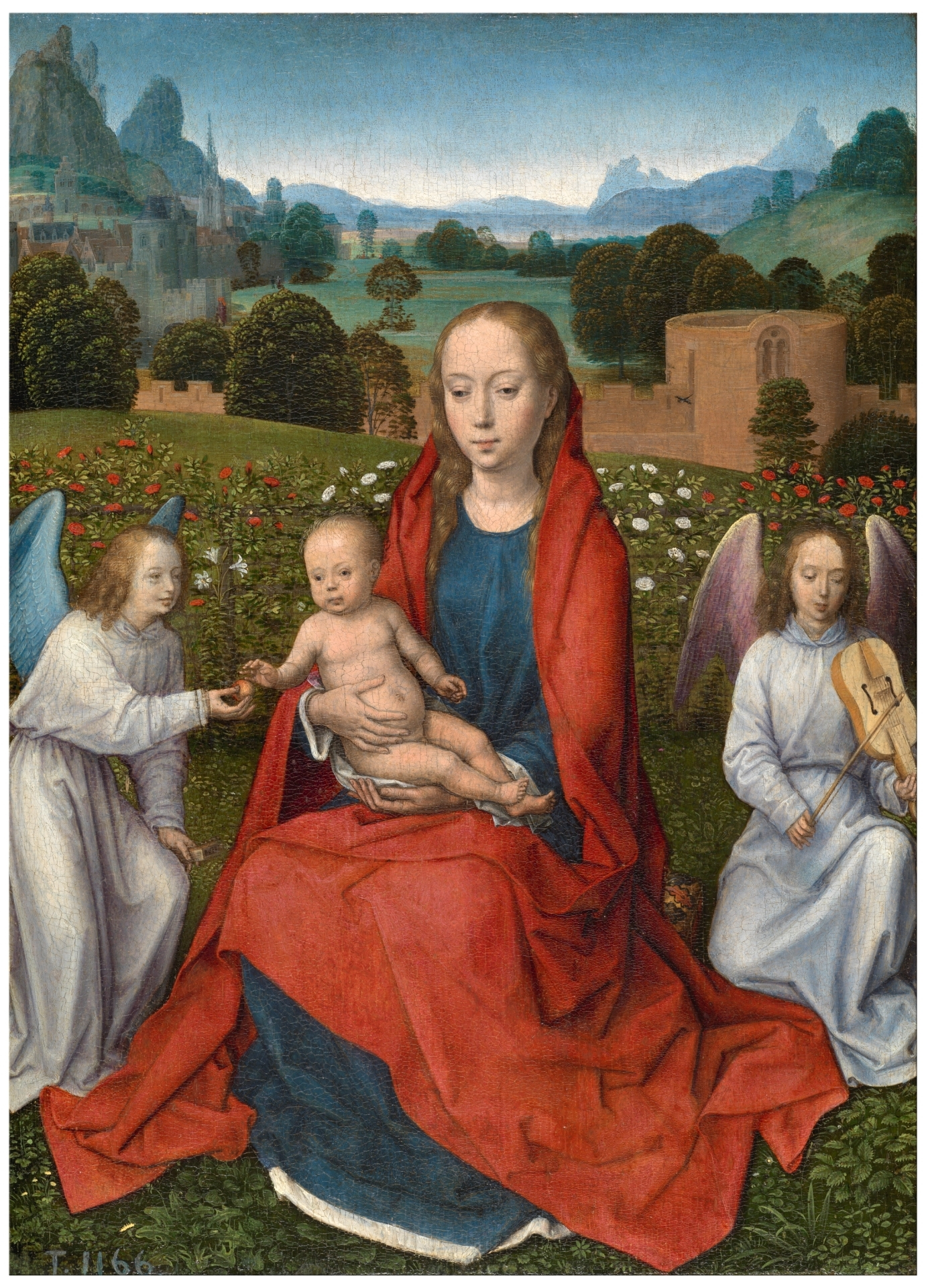
La Virgen con el Niño y dos ángeles (Hans Memling).
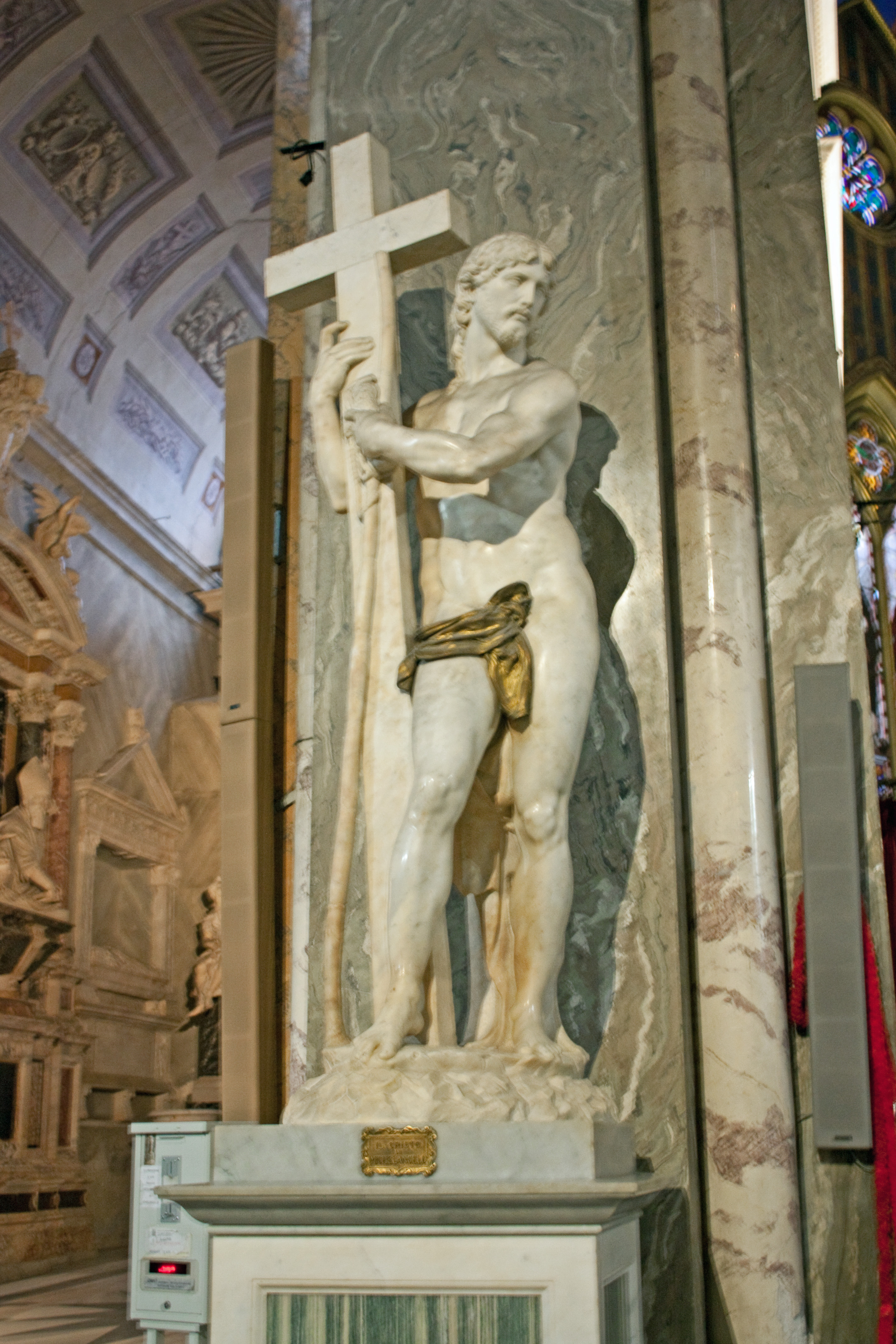
Cristo de la Minerva (Miguel Ángel).
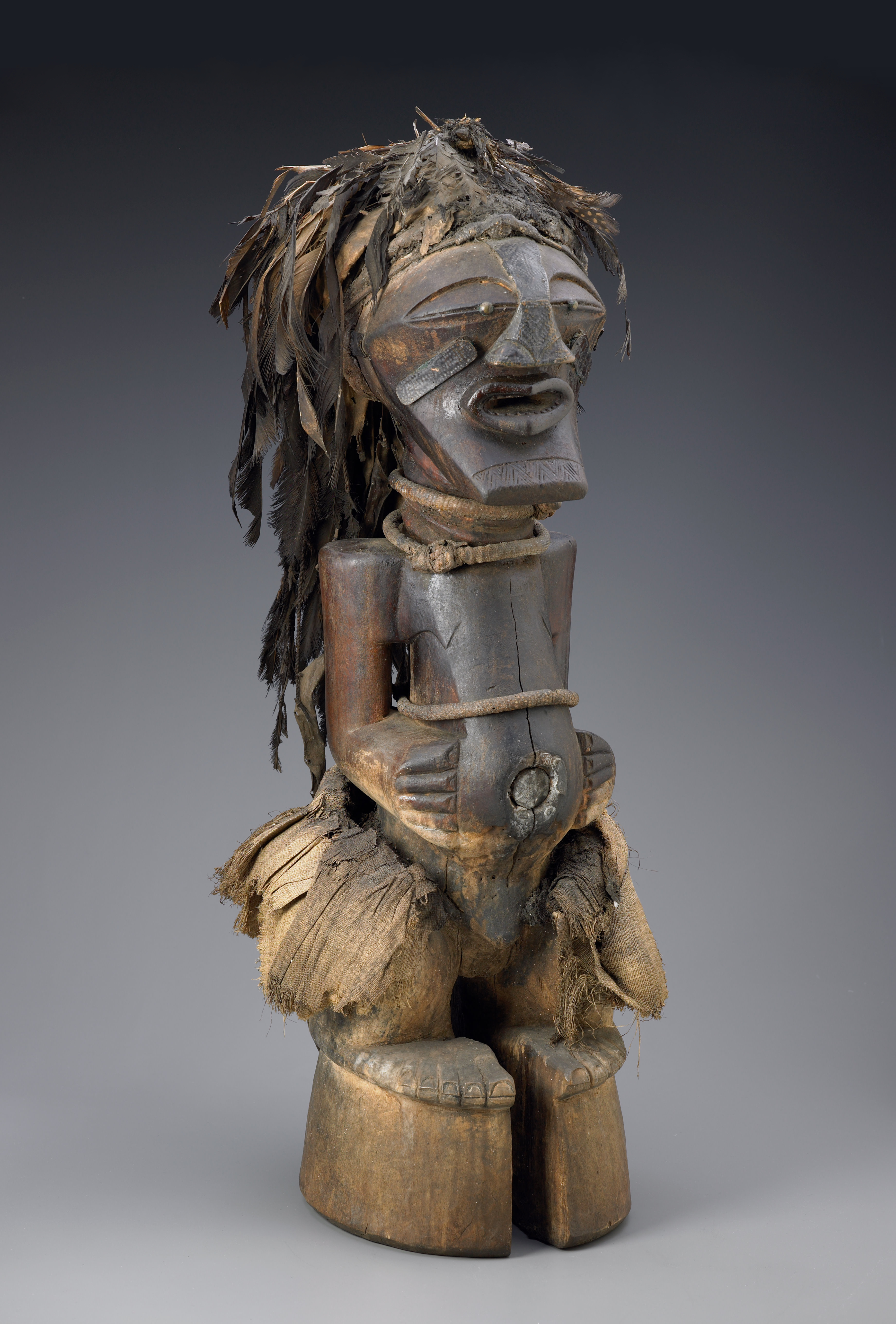
Ídolo songye.
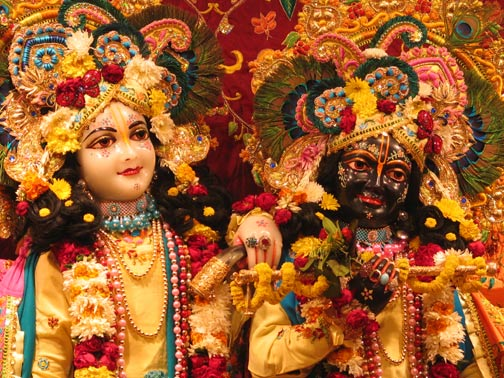
Murti (imagen de culto hinduista) modernos de Balarama y de Krishna en el mandira (templo) Krishna-Balarama de Vrindavan.
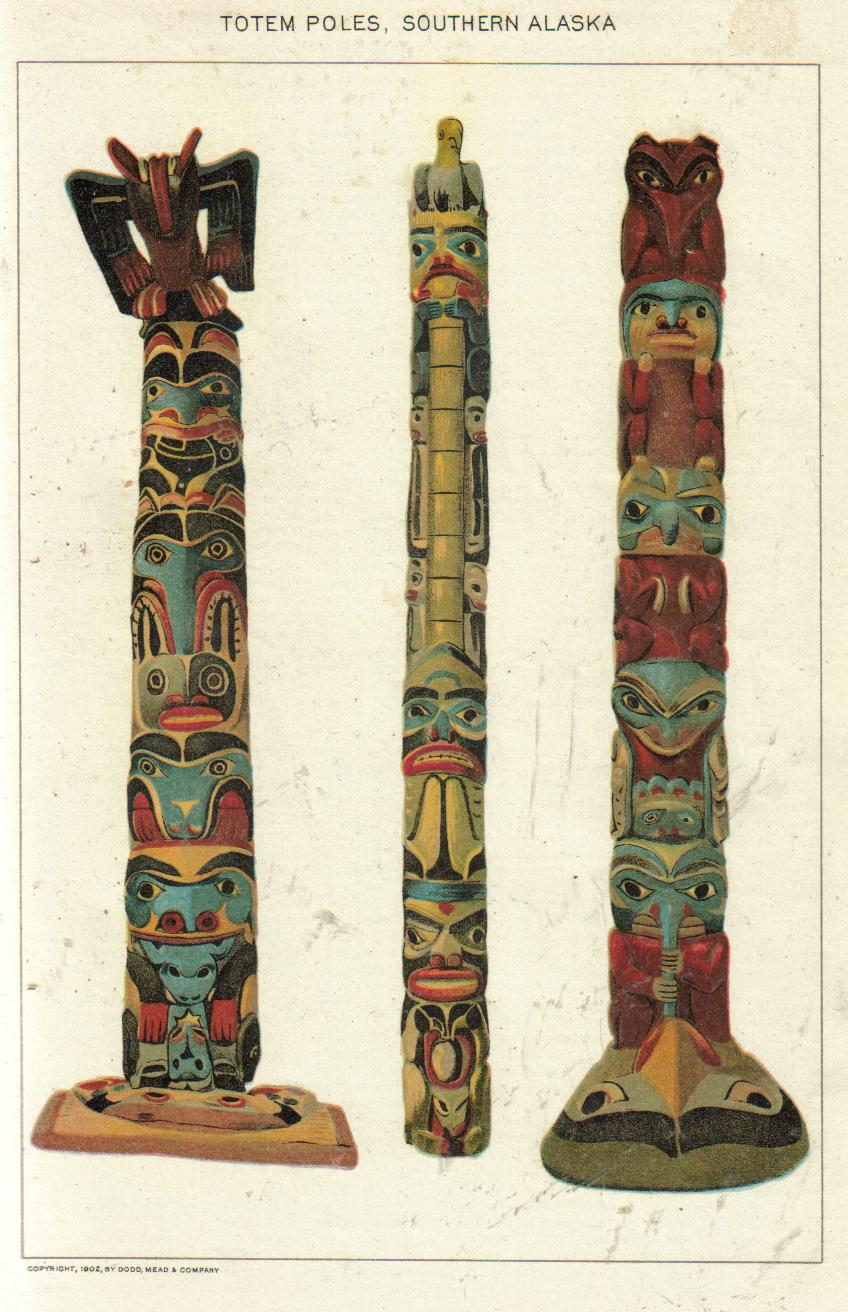
Totems del sur de Alaska, 1902.
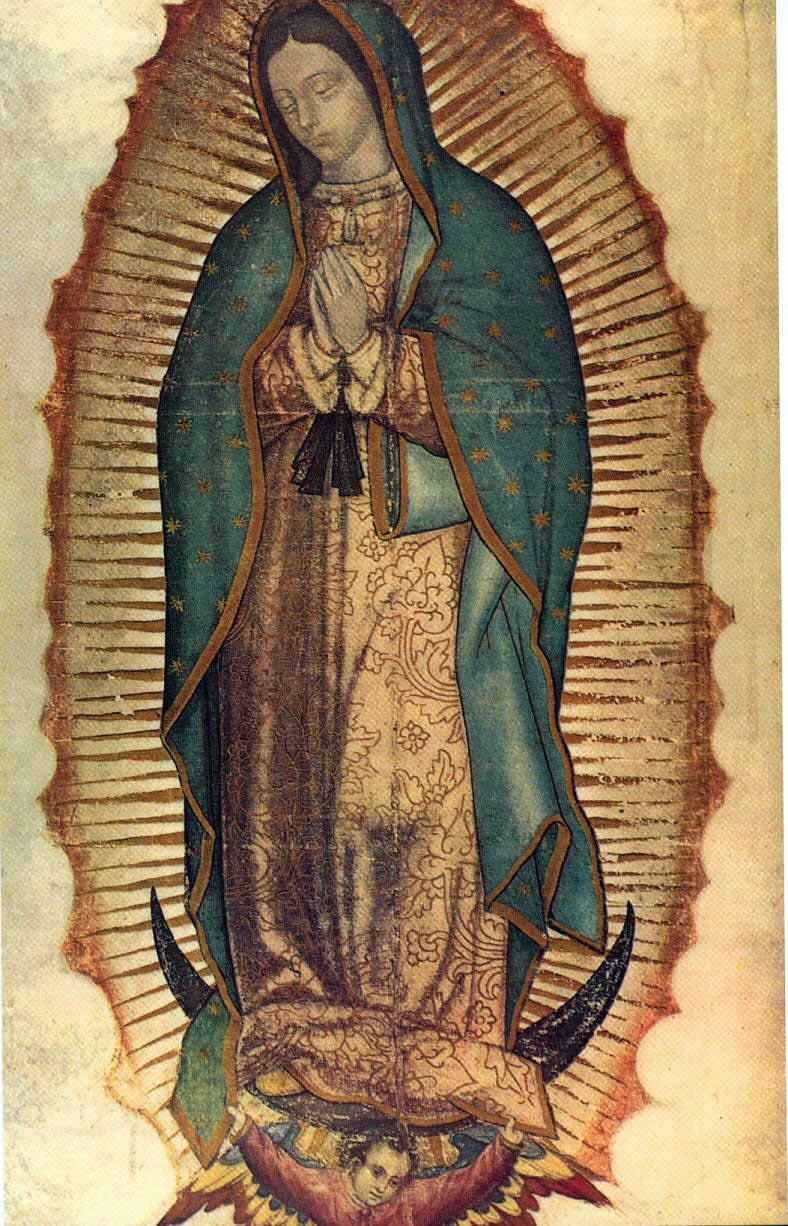
Virgen de Guadalupe, 1531.